# Nicholas Muller

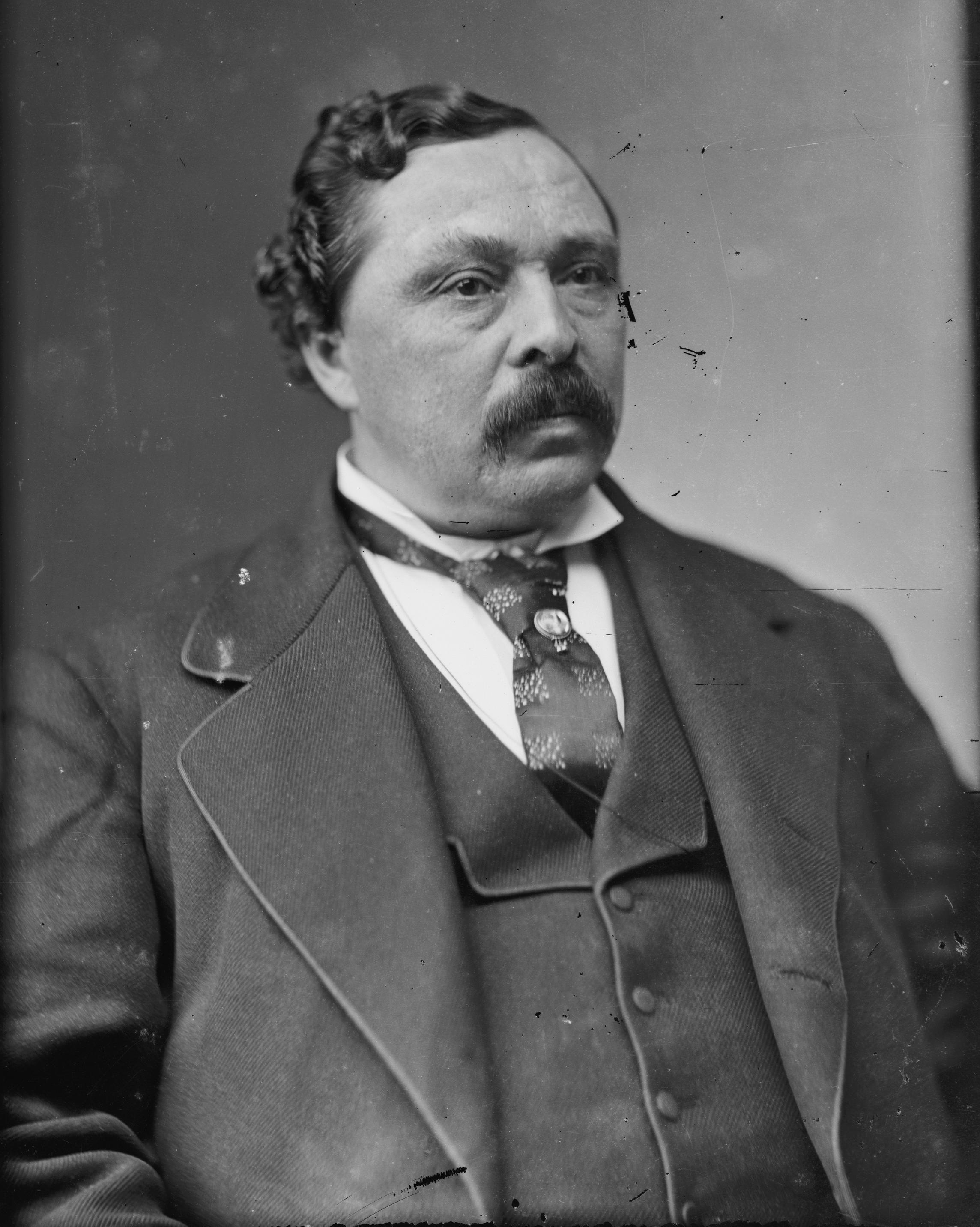
Nicholas Muller

Nicholas Muller (* 15. November 1836 in Differdingen, Luxemburg; † 12. Dezember 1917 in New Brighton, New York) war ein US-amerikanischer Politiker. Er vertrat zwischen 1877 und 1881, dann zwischen 1883 und 1887 und zuletzt zwischen 1899 und 1901 den Bundesstaat New York im US-Repräsentantenhaus.

## Werdegang
Nicholas Muller wurde ungefähr sechs Jahre nach der Belgischen Revolution in Differdingen geboren. Er besuchte die Gemeinschaftsschulen in Metz und danach die Luxemburg Athenaeum. Die Familie Muller wanderte dann in die Vereinigten Staaten ein und ließ sich in New York City nieder. Er war dort über zwölf Jahre lang als Fahrkartenverkäufer bei der Eisenbahn tätig. Ferner war er ein Förderer und erster Direktor der Germania Bank in New York City. Er saß in den Jahren 1875 und 1876 in der New York State Assembly und war 1875 Mitglied im State Central Committee. Politisch gehörte er der Demokratischen Partei an.
Bei den Kongresswahlen des Jahres 1876 wurde Muller im fünften Wahlbezirk von New York in das US-Repräsentantenhaus in Washington, D.C. gewählt, wo er am 4. März 1877 die Nachfolge von Edwin R. Meade antrat. Nach einer erfolgreichen Wiederwahl erlitt er im Jahr 1880 eine Niederlage und schied nach dem 3. März 1881 aus dem Kongress aus. Er hatte während des 46. Kongress den Vorsitz über das Committee on Expenditures im Innenministerium. Muller kandidierte dann für den 48. Kongress. Nach einer erfolgreichen Wahl trat er am 4. März 1883 die Nachfolge von Benjamin Wood an. Im Jahr 1884 wurde er im sechsten Wahlbezirk von New York in das US-Repräsentantenhaus gewählt, wo er am 4. März 1885 die Nachfolge von Samuel S. Cox antrat. Da er auf eine erneute Kandidatur zwei Jahre später verzichtete, schied er nach dem 3. März 1887 aus dem Kongress aus. Während der beiden Amtsperioden hatte er den Vorsitz über das Committee on Militia.
1888 wurde er zum Präsidenten der Polizeibehörde ernannt. Danach war er Präsident der Verbrauchsteuerbehörde (excise board) und auch des Quarantäneausschusses (quarantine commissioner).
Muller wurde 1898 im siebten Wahlbezirk von New York in das US-Repräsentantenhaus gewählt, wo er am 4. März 1899 die Nachfolge von John H. G. Vehslage antrat. Er wurde einmal wiedergewählt, trat allerdings am 22. November 1901 von seinem Sitz zurück.
Er kandidierte 1901 erfolglos für den Posten des Präsidenten von Richmond Borough. 1904 wurde er zum Tax Commissioner ernannt. Er verstarb am 12. Dezember 1917 in New Brighton und wurde dann auf dem Green-Wood Cemetery in Brooklyn beigesetzt.